# Seznam panovníků Nizozemska
Seznam nizozemských panovníků zahrnuje nizozemské místodržitele (severní provincie), holandské a nizozemské krále (a vládnoucí královny). Nizozemští místodržitelé sice nebyli dědičnými panovníky, ale po většinu doby vládli severnímu Nizozemí a od roku 1747 byla jejich funkce oficiálně dědičná. Po roce 1815 se stali dědičnými nizozemskými králi. 

## Nizozemští místodržitelé (1581–1795)

### Dynastie Oranžsko-Nasavská
| V roce 1581 se 7 severních provincií spojilo a prohlásilo republikou, nezávislou na Španělsku. V jejím čele povětšinou stáli místodržitelé, většinou z dynastie Oranžsko-Nasavské, která se stala postupně vládnoucí. Od roku 1747 byla funkce místodržitele oficiálně dědičná v rodě Oranžsko-nasavském. V roce 1795 bylo území obsazeno Francií a místodržitel odešel do exilu. Jeho syn Vilém se stal roku 1815 nizozemským králem |                           |                |              |                                                     |                                                                                           |
| Portrét | Jméno                     | Narození–úmrtí | Období vlády | Rodiče                                              | Poznámky                                                                                  |
| Vilém I. Nizozemský | Vilém I. Oranžský         | 1533–1584      | 1572–1584    | Vilém Nasavsko-Dillenburský Juliána von Stolberg    |                                                                                           |
| Mořic | Mořic Nasavský            | 1567–1625      | 1585–1625    | Vilém I. Oranžský Anna Saská                        |                                                                                           |
| Frederik Hendrik Oranžský | Frederik Hendrik Oranžský | 1584–1647      | 1625–1647    | Vilém I. Oranžský Luisa de Coligny                  |                                                                                           |
| Vilém II. | Vilém II. Oranžský        | 1626–1650      | 1647–1650    | Frederik Hendrik Oranžský Amálie zu Solms-Braunfels |                                                                                           |
| Vilém III. | Vilém III. Oranžský       | 1650–1702      | 1672–1702    | Vilém II. Oranžský Marie Henrietta Stuartovna       | od roku 1689 byl společně se svou ženou Marii II. Stuartovnou anglickým a skotským králem |
| Vilém IV. | Vilém IV. Oranžský        | 1711–1751      | 1747–1751    | Jan Vilém Friso Marie Luisa Hesensko-Kaselská       | první dědičný místodržitel                                                                |
| Vilém V. | Vilém V. Oranžský         | 1748–1806      | 1751–1795    | Vilém IV. Oranžský Anna Hannoverská                 | od roku 1795 v exilu                                                                      |
| Vilém VI. | Vilém VI. Oranžský        | 1772–1843      | 1806–1815    | Vilém V. Oranžský Vilemína Pruská (1751–1820)       | od roku 1815 nizozemský král jako Vilém I.                                                |

## Holandští králové(1806–1810)

### Dynastie Bonapartů
| vytvořený Napoleonem Bonaparte roku 1806 na většině území bývalé sesterské Batavské republiky. Jednalo se předchůdce Nizozemského království. Do čela království postavil Bonaparte svého bratra Ludvíka. Ten k zemi připojil i území východního Fríska. Králi Ludvíkovi byla v roce 1810 de facto vnucená abdikace ve prospěch jeho syna. Po pádu Napoleona, ale i padl holandský režim Bonapartů |                      |                |              |                                          |          |
| Portrét | Jméno                | Narození–úmrtí | Období vlády | Rodiče                                   | Poznámky |
| Ludvík Bonaparte I. | Ludvík I. Bonaparte  | 1778–1846      | 1806–1810    | Carlo Buonaparte Laetitia Ramolino       |          |
| Ludvík Bonaparte II. | Ludvík II. Bonaparte | 1804–1831      | 1810         | Ludvík Bonaparte Hortense de Beauharnais |          |

## Nizozemští králové (od 1815)

### Dynastie Oranžsko-Nasavská
| Po napoleonských válkách bylo vytvořeno na Vídeňském kongresu v roce 1815 Spojené království nizozemské. Vzniklo spojením bývalého Rakouského Nizozemí (území Jižního Nizozemí, dnešní Belgie) a bývalých Spojených nizozemských provincií (území Severního Nizozemí, dnešní Nizozemsko). Jeho králem se stal Vilém I. z dynastie Oranžsko-nasavské, syn posledního nizozemského místodržícího Viléma V. Oranžského. Nizozemské království bylo v personální unii s Lucemburským velkovévodstvím. V roce 1830 se ale odtrhly jižní provincie a vytvořily Belgii. Personální unie Nizozemska a Lucemburska skončila v roce 1890, kdy zemřel král Vilém III. a Lucembursko zdědil nasavský vévoda Adolf zatímco nizozemskou královnou se stala Vilémova dcera Vilemína. |                     |                |              |                                                 |                                                                                   |
| Portrét | Jméno               | Narození–úmrtí | Období vlády | Rodiče                                          | Poznámky                                                                          |
| Vilém I. | Vilém I.            | 1772–1843      | 1815–1840    | Vilém V. Oranžský Vilemína Pruská (1751–1820)   | také velkovévoda lucemburský, vévoda Limburský                                    |
| Vilém II. | Vilém II.           | 1792–1849      | 1840–1849    | Vilém I. Nizozemský Vilemína Pruská (1774–1837) | také velkovévoda lucemburský, vévoda Limburský                                    |
| Vilém III. | Vilém III.          | 1817–1890      | 1849–1890    | Vilém II. Nizozemský Anna Pavlovna Ruská        | také velkovévoda lucemburský, vévoda Limburský (do 1866)                          |
| Vilemína | Vilemína Nizozemská | 1880–1962      | 1890–1948    | Vilém III. Emma Waldecko-Pyrmontská             | do roku 1898 vládla jako regentka její matka,abdikovala ve prospěch dcery Juliány |

| Po abdikaci královny Vilemíny nastoupila na trůn její jediná dcera Juliána Nizozemská z dynastie Meklenburských a po abdikaci královny Juliány nastoupila její dcera Beatrix z dynastie Lippe, ale během jejich vlády se název rodu nezměnil a oficiálně vládne Nizozemsku stále dynastie Oranžsko-Nasavská. |                    |                |              |                                                     |                                                          |
| Portrét | Jméno              | Narození–úmrtí | Období vlády | Rodiče                                              | Poznámky                                                 |
| Juliána | Juliána Nizozemská | 1909–2004      | 1948–1980    | Vilemína Nizozemská Jindřich Meklenbursko-Zvěřínský | abdikovala v roce 1980 ve prospěch dcery Beatrix         |
| Beatrix | Beatrix            | 1938–žijící    | od 1980–2013 | Juliána Nizozemská Bernhard z Lippe-Biesterfeldu    | abdikovala v roce 2013 ve prospěch syna Viléma-Alexandra |
| Vilém-Alexandr | Vilém-Alexandr     | 1967–žijící    | od 2013      | královna Beatrix Claus van Amsberg                  |                                                          |

## Rodokmen
Rodokmen klade důraz na kontinuitu trůnu.